# Steve von Bergen
Steve von Bergen (ur. 10 czerwca 1983 w Neuchâtel) – szwajcarski piłkarz występujący na pozycji obrońcy. W 2019 roku zakończył karierę.

## Kariera klubowa
Steve von Bergen zawodową karierę rozpoczął w 2000 w klubie Neuchâtel Xamax ze swojego rodzinnego Neuchâtel. Miejsce w podstawowej jedenastce tego zespołu wywalczył sobie w sezonie 2001/2002, kiedy to wystąpił w 31 ligowych pojedynkach. W 2003 razem z drużyną von Bergen dotarł do finału pucharu Szwajcarii, jednak Xamax przegrał w nim z FC Basel 0:6. Przez 5 lat spędzonych w drużynie z Neuchâtel piłkarz rozegrał 126 ligowych pojedynków.
W letnim okienku transferowym w 2005 von Bergen podpisał kontrakt z FC Zürich. W nowym zespole od razu wywalczył sobie miejsce w pierwszym składzie. Razem z nową ekipą szwajcarski obrońca w 2006 i 2007 wywalczył mistrzostwo kraju. W trakcie sezonu 2007/2008 von Bergen podpisał kontrakt z niemiecką Herthą Berlin, w której zadebiutował 25 sierpnia w przegranym 0:2 spotkaniu przeciwko Arminii Bielefeld.
4 sierpnia 2010 szwajcarski zawodnik przeniósł się do beniaminka włoskiej Serie A – Ceseny. W Serie A zadebiutował 28 sierpnia w zremisowanym 0:0 wyjazdowym meczu z Romą. Następnie grał w US Palermo, a w 2013 odszedł do BSC Young Boys. Po zakończeniu sezonu 2018/2019 zakończył piłkarską karierę.

## Kariera reprezentacyjna
W reprezentacji Szwajcarii von Bergen zadebiutował 6 września 2006 w wygranym 2:0 spotkaniu przeciwko Kostaryce. 13 maja 2008 Jakob Kuhn powołał go do szerokiej, 26-osobowej kadry na mistrzostwa Europy, jednak na turniej von Bergen ostatecznie nie pojechał. 2 lata później wziął natomiast udział w mistrzostwach świata, w trakcie których zastąpił w podstawowym składzie kontuzjowanego Philippe’a Senderosa